# Tadeusz Miś
Tadeusz Józef Miś (ur. 17 marca 1892 w Skawinie, zm. ?) – podpułkownik żandarmerii Wojska Polskiego.

## Życiorys
Urodził się 17 marca 1892 w Skawinie, w ówczesnym powiecie wielickim Królestwa Galicji i Lodomerii, w rodzinie Wincentego i Agnieszki z Czopkiewiczów. Rodzice byli nauczycielami w jednoklasowej szkole mieszanej w Radziszowie. W 1907 Wincenty był nauczycielem kierownikiem dwuklasowej szkoły mieszanej w Ochotnicy przy kościele. Jego braćmi byli: Bolesław (1888–1940) i Mieczysław (1895–1916), legioniści, kawalerowie Orderu Virtuti Militari. Uczył się w Gimnazjum Świętej Anny w Krakowie. Maturę złożył w c. k. Gimnazjum V w Krakowie. W 1911 rozpoczął studia na Wydziale Prawa Uniwersytetu Jagiellońskiego.
W czasie I wojny światowej walczył w szeregach 1 pułku piechoty Legionów Polskich. 20 maja 1916 uzyskał absolutorium na Wydziale Prawa Uniwersytetu Jagiellońskiego. Po bitwie pod Kaniowem (11 maja 1918) dostał się do niemieckiej niewoli, w której przebywał do 12 listopada 1918.
15 listopada 1918 jako chorąży byłego II Korpusu Polskiego został przyjęty do Wojska Polskiego i mianowany podporucznikiem. 16 grudnia 1918 został przeniesiony z Rezerwy Personalnej do Żandarmerii Polowej WP. W lipcu 1919 był dowódcą plutonu żandarmerii Siedlce. 11 sierpnia 1919 został przeniesiony z Dowództwa Żandarmerii Dowództwa Okręgu Generalnego Lublin do Dowództwa Żandarmerii przy Naczelnym Dowództwie Wojska Polskiego. 9 grudnia 1919 został awansowany z dniem 1 grudnia 1919 na porucznika piechoty służąc w Żandarmerii Polowej. 30 lipca 1920 został mianowany z dniem 1 maja 1920 porucznikiem w piechocie. W dalszym ciągu pełnił służbę w Dowództwie Żandarmerii Polowej przy ND WP.
1 czerwca 1921 pełnił służbę w 9 dywizjonie żandarmerii wojskowej. 3 maja 1922 został zweryfikowany w stopniu kapitana ze starszeństwem z dniem 1 czerwca 1919 i 59. lokatą w korpusie oficerów żandarmerii, a jego oddziałem macierzystym był 3 dywizjon żandarmerii w Grodnie. 15 marca 1923 został przeniesiony do Centralnej Szkoły Żandarmerii w Grudziądzu na stanowisko instruktora w Oddziale Szkolnym, pozostając oficerem nadetatowym 3 dywizjonu żandarmerii. W lipcu 1924 został przeniesiony do 5 dywizjonu żandarmerii w Krakowie. W marcu 1927 został przeniesiony do 4 dywizjonu żandarmerii w Łodzi na stanowisko pełniącego obowiązki zastępcy dowódcy dywizjonu. 12 kwietnia 1927 awansował na majora ze starszeństwem z 1 stycznia 1927 i 6. lokatą w korpusie oficerów żandarmerii. W grudniu 1928 został przeniesiony do 2 dywizjonu żandarmerii w Lublinie na stanowisko zastępcy dowódcy dywizjonu. Od marca 1932 do 31 sierpnia 1939 dowodził 2 dywizjonem żandarmerii w Lublinie. 27 czerwca 1935 awansował na podpułkownika ze starszeństwem z dniem 1 stycznia 1935 i 2. lokatą w korpusie oficerów żandarmerii. 31 sierpnia 1939 podpisał, jako dowódca dywizjonu ostatni rozkaz dzienny nr 25, w którym poinformował podwładnych o swoim odejściu na inne stanowisko służbowe oraz pożegnał ich słowami: „odchodząc po 11 letniej pracy w 2 dyonie żandarmerii żegnam wszystkich podwładnych mi żandarmów i życzę im powodzenia w dalszej pracy dla dobra Ojczyzny”. W czasie kampanii wrześniowej 1939 był dowódcą żandarmerii Armii „Poznań”.
Z notatek podpułkownika Władysława Drzymulskiego przekazanych pułkownikowi Władysławowi Wierzbickiemu wynika, że  w końcu 1940 roku podpułkownik Tadeusz Miś zgodził się zostać zastępcą Władysława Drzymulskiego. Gdy Władysław Drzymulski miał wystąpić z propozycją zamiany na stanowisku z podpułkownikiem Misiem, jako starszym stopniem, propozycja ta spotkała się z odmową generała Roweckiego, uzasadnioną nieznajomością przez podpułkownika Misia stosunków panujących w Warszawie. Notatki Władysława Drzymulskiego kończą się stwierdzeniem: „z chwilą wybuchu powstania nie wiadomo, co się stało z podpułkownikiem Misiem”.

## Ordery i odznaczenia
- Krzyż Niepodległości – 9 listopada 1932 „za pracę w dziele odzyskania niepodległości”[32][2][33]
- Krzyż Kawalerski Orderu Odrodzenia Polski – 10 listopada 1938 „za zasługi na polu pracy społecznej”[34][35]
- Krzyż Walecznych trzykrotnie[36]
- Złoty Krzyż Zasługi – 10 listopada 1928[37][38]
- Medal Zwycięstwa[39]
- Odznaka Pamiątkowa Więźniów Ideowych[40]